# Filitanais vulgaris
Filitanais vulgaris är en kräftdjursart som beskrevs av Rosalia Konstantinovna Kudinova-Pasternak 1981. Filitanais vulgaris ingår i släktet Filitanais och familjen Colletteidae. Inga underarter finns listade i Catalogue of Life.